# Moritz Esterházy de Galantha (Politiker, 1807)

Graf Moritz Esterházy de Galantha

Moritz (Móric) Graf Esterházy von Galántha (* 23. September 1807 in Wien; † 8. November 1890 in Pirna bei Dresden) war ein österreichischer Diplomat und Politiker.

## Herkunft
Er entstammte einer von Franz (Ferenc) Esterházy von Galántha (1641–1683), jüngster Sohn des Palatins Nikolaus Esterházy (1583–1645) und Kämmerer von Kaiser Leopold I., begründeten gräflichen Linie des ungarischen Adelsgeschlechts Esterházy. Sein Vater war der Graf Nikolaus Maria Johannes Esterházy von Galántha (* 1. Juni 1775 in Wien; † 18. Februar 1856 ebenda) und dessen Ehefrau die Marchese Maria Franziska Isabella (Marie Françoise Isabelle) de Roisin (* 24. Januar 1776 in Douai; † 9. Dezember 1845 in Nizza).

## Leben
Er war Attaché der Monarchie in Paris, als Gesandter in Den Haag und bis 1855 mehrere Jahre Botschafter des Wiener Hofs beim Papst in Rom. Er hatte erhebliche Anteil am Zustandekommen des Konkordats von 1855, welches der katholischen Kirche weitgehenden Einfluss auf Unterrichtswesen und Eherecht zubilligte. Nachdem 1860 die Partei des Grafen Szecen die Macht verloren hatte, wurde Esterházy, als Führer der feudal-katholischen Gruppe, 1861 zum Minister ohne Portefeuille ernannt. Er diente in dieser Position drei Regierungen. Er war 1864 am Sturz des Ministers Rechberg beteiligt, was letztlich zum Krieg von 1866 gegen Preußen führte.
Esterházy war bis 1866 außenpolitischer Berater Kaiser Franz Josephs und danach beteiligt an den erfolgreichen Ausgleichsverhandlungen zwischen Österreich und Ungarn.
Anschließend nahm er seine Abschied von der Politik und zog sich auf seine Güter zurück.

## Familie
Esterházy heiratete am 5. Oktober 1854 die Prinzessin Polixene von Lobkowitz (* 21. November 1830; † 3. Februar 1913). Das Paar hatte mehrere Kinder:
- Nikolaus (* 20. September 1855; † 21. November 1925) ⚭ 1880 Prinzessin Franziska zu Schwarzenberg (* 21. September 1861; † 28. Dezember 1951)
- Franziska Maria Anna Theresia Hedwig (* 24. September 1856; † 10. Januar 1884) ⚭ 1877 Prinz Chlodwig zu Hohenlohe-Waldenburg-Schillingsfürst (* 1. Januar 1848; † 8. Januar 1929)
- Maria Anna Berta Polyxena Franziska (* 26. September 1857; † 20. November 1937) ⚭ 1878 Fürst Emil zu Öttingen-Öttingen und Öttingen-Spielberg (* 31. Mai 1850; † 27. Mai 1919)
- Paul Nikolaus (1860–1860)